# Stockum (Unna)
Stockum bildet zusammen mit Lünern seit 1968 eine Ortschaft der Stadt Unna. Es hat mehr als 300 Einwohner und liegt sieben Kilometer östlich von Unna und nur einen halben Kilometer nördlich der Bundesstraße 1 direkt am ehemaligen, mittelalterlichen Hellweg.

## Geschichte
Stockum gehörte im Spätmittelalter und der Frühen Neuzeit in eigener Bauerschaft (Stockhem) im Kirchspiel Lünern und Amt Unna zur Grafschaft Mark. Laut dem Schatzbuch der Grafschaft Mark von 1486 hatten die 16 Steuerpflichtigen in der Bauerschaft zwischen 1 oirt und 6 Goldgulden an Abgabe zu leisten. Im Jahr 1705 waren in der vergrößerten Bauerschaft Stockum 31 Steuerpflichtige mit Abgaben an die Rentei Hamm im Kataster verzeichnet.
Die Deutung des Ortsnamens kann mit Siedlung am / im Niederwald umschrieben werden.
Im 19. Jahrhundert gehörte die Landgemeinde Stockum bei der Errichtung der Ämter in der preußischen Provinz Westfalen zum Amt Unna-Kamen im Kreis Hamm. Im Jahr 1885 gab es in der Landgemeinde Stockum auf 304 ha Fläche, davon 256 ha Ackerland, 14 ha Wiesen, 1 ha Holzungen, 1 Wohnplatz, 43 Wohnhäuser mit 47 Haushaltungen und 289 Einwohner.
Am 1. Januar 1968 wurde die bisherige Gemeinde Stockum mit der Stadt Unna zusammengeschlossen. Das bisherige Amt Unna-Kamen wurde aufgelöst.

## Einwohnerentwicklung
| Jahr | Einwohner |
| ---- | --------- |
| 1849 | 304       |
| 1910 | 278       |
| 1931 | 311       |
| 1956 | 339       |
| 1961 | 297       |
| 1967 | 286       |
| 1987 | 321       |
| 2013 | 320       |

## Stollenmuseum
In Stockum befindet sich das kleinste private Stollenmuseum der Welt, die „Fröhliche Morgensonne“, mit über 1000 Ausstellungsstücken, vor allem solchen aus der Zeit von 1900 bis 1950. Aufgebaut von Horst Höfer, wird es an der Stockumer Wiese 4 für Führungen zur Verfügung gestellt.